# أتيلا ماي
أتيلا ماي (بالمجرية: May Attila)‏ هو مبارز بالسيف ومهندس معماري مجري، ولد في 16 سبتمبر 1942 في كابوشفار في المجر.

## وصلات خارجية
- أتيلا ماي على موقع أوليمبيديا (الإنجليزية)